# Élections législatives de 1986 dans les Pyrénées-Atlantiques
Les élections législatives françaises de 1986 ont lieu le 16 mars 1986. Dans le département des Pyrénées-Atlantiques, six députés sont à élire dans le cadre d'un scrutin proportionnel par liste départementale à un seul tour.

## Élus
| Député élu           |  | Parti     |
| -------------------- |  | --------- |
| Jean Gougy           |  | RPR       |
| François Bayrou      |  | UDF (CDS) |
| Michèle Alliot-Marie |  | RPR       |
| André Labarrère      |  | PS        |
| Jean-Pierre Destrade |  | PS        |
| Henri Prat           |  | PS        |

Nommée secrétaire d'État chargé de l'Enseignement dans le gouvernement Chirac II, Michèle Alliot-Marie cède sa place à Alain Lamassoure, suivant de liste.

## Listes en présence

### Extrême gauche (MPPT)
| N° | Candidats                    | Parti | Parti | Principales fonctions                     |
| -- | ---------------------------- | ----- | ----- | ----------------------------------------- |
| 01 | Miguel Eraso                 |       | MPPT  | Technicien PTT                            |
| 02 | Marie-Agnès Sainte-Cluque    |       | MPPT  | Laborantine                               |
| 03 | Bernard Gachen               |       | MPPT  | Enseignant                                |
| 04 | Edouard Eraso                |       | MPPT  | Enseignant                                |
| 05 | Lydia Ruiz                   |       | MPPT  | Auxiliaire de puériculture                |
| 06 | Françoise Cavaterra          |       | MPPT  | Psychologue                               |
|    |                              |       |       |                                           |
| 07 | Daniel Claude                |       | MPPT  | Étudiant                                  |
| 08 | Jean-Jacques Carriquiriborde |       | MPPT  | Secrétaire d'administration universitaire |

### Parti communiste français
| N° | Candidats                     | Parti | Parti | Principales fonctions                                                   |
| -- | ----------------------------- | ----- | ----- | ----------------------------------------------------------------------- |
| 01 | André Cazetien                |       | PCF   | Maire de Mourenx, retraité                                              |
| 02 | Gilbert Desez                 |       | PCF   | Tuyauteur                                                               |
| 03 | Annette Ducousso              |       | PCF   | Agricultrice                                                            |
| 04 | Paul Sindic                   |       | PCF   | Ingénieur                                                               |
| 05 | Jean Abbadie                  |       | PCF   | Retraité, conseiller général du canton de Bayonne-Nord, maire de Boucau |
| 06 | Michel Martin                 |       | PCF   | Enseignant, conseiller municipal d'Oloron-Sainte-Marie                  |
|    |                               |       |       |                                                                         |
| 07 | Josiane Pedehourcq-Lahillonne |       | PCF   | Photographe                                                             |
| 08 | Pierre Orthet                 |       | PCF   | Technicien, conseiller municipal d'Hendaye                              |

### Parti socialiste
| N° | Candidats            | Parti | Parti | Principales fonctions |
| -- | -------------------- | ----- | ----- | --- |
| 01 | André Labarrère      |       | PS    | Député sortant et maire de Pau, professeur agrégé, ministre délégué auprès du Premier Ministre chargé des relations avec le Parlement, conseiller général du canton de Jurançon |
| 02 | Jean-Pierre Destrade |       | PS    | Député sortant et conseiller municipal de Biarritz, ingénieur |
| 03 | Henri Prat           |       | PS    | Député sortant, conseiller général du Canton de Nay-Est et maire de Mirepeix, ingénieur                                                                                         |
| 04 | Martine Lignières    |       | PS    | Conseillère générale du Canton de Pau-Est et adjointe au maire de Pau, assistante d'études à la Direction de l'Equipement                                                       |
| 05 | Pierre Pedrosa       |       | PS    | Chef de section des P et T |
| 06 | Pierre Uhart         |       | PS    | Retraité de l'enseignement |
|    |                      |       |       | |
| 07 | David Habib          |       | PS    | Cadre d'entreprise, Mourenx, attaché parlementaire |
| 08 | André Da Rocha       |       | PS    | Conseiller municipal de Pau, cadre administratif |

### Régionaliste
| N° | Candidats            | Parti | Parti | Principales fonctions |
| -- | -------------------- | ----- | ----- | --------------------- |
| 01 | Arnaud Haritschelhar |       | EMA   | Enseignant            |
| 02 | Jeanine Etcheverry   |       | EMA   | Enseignante           |
| 03 | Alain Iriart         |       | EMA   | Comptable             |
| 04 | Michel Barneix       |       | EMA   | Agriculteur           |
| 05 | Lucienne Biscay      |       | EMA   | Employée              |
| 06 | Jacques Maillard     |       | EMA   | Comptable             |
|    |                      |       |       |                       |
| 07 | Vianney Cier         |       | EMA   | Etudiant              |
| 08 | Miguel Torre         |       | EMA   | Employé administratif |

### Opposition (RPR-UDF)
| N° | Candidats            | Parti | Parti    | Principales fonctions                                                                                |
| -- | -------------------- | ----- | -------- | --- |
| 01 | Jean Gougy           |       | RPR      | Conseiller général du Canton de Pau-Ouest et conseiller municipal de Pau, cadre administratif        |
| 02 | François Bayrou      |       | UDF-CDS  | Conseiller général du Canton de Pau-Sud et conseiller municipal de Pau, professeur agrégé            |
| 03 | Michèle Alliot-Marie |       | RPR      | Conseillère municipale de Ciboure, universitaire                                                     |
| 04 | Alain Lamassoure     |       | UDF-PR   | Conseiller référendaire à la Cour des comptes                                                        |
| 05 | Louis Althapé        |       | RPR      | Conseiller général du Canton d'Aramits et maire de Lanne-en-Barétous, commerçant                     |
| 06 | Jacques Coumet       |       | RPR      | Conseiller général du Canton d'Hasparren et adjoint au maire d'Hasparren, principal clerc de notaire |
|    |                      |       |          | |
| 07 | Daniel Poulou        |       | UDF-PR   | Conseiller général du Canton d'Hendaye et maire d'Urrugne, directeur de société                      |
| 08 | Léon Costedoat       |       | UDF-Rad. | Conseiller général du Canton d'Arthez-de-Béarn et maire de Mesplède, docteur en médecine             |

### Front national
| N° | Candidats              | Parti | Parti | Principales fonctions                               |
| -- | ---------------------- | ----- | ----- | --------------------------------------------------- |
| 01 | Alexis Arette-Hourquet |       | FN    | Agriculteur                                         |
| 02 | Pierre Antony          |       | FN    | Conseiller en gestion d'entreprise                  |
| 03 | Jean-Paul Népote-Cit   |       | FN    | Instituteur                                         |
| 04 | Christian Roget        |       | FN    | Médecin généraliste, conseiller municipal de Barcus |
| 05 | Marcel Alonso          |       | FN    | Ingénieur                                           |
| 06 | Robert Hondarrague     |       | FN    | Négociant inséminateur                              |
|    |                        |       |       |                                                     |
| 07 | Marion Laubriet        |       | FN    | Pharmacienne                                        |
| 08 | Gustave Pordea         |       | FN    | Ancien diplomate                                    |

## Résultats

### Résultats à l'échelle du département
| Liste Parti politique | Liste Parti politique | Tête de liste          | Tour unique | Tour unique | Sièges |
| Liste Parti politique | Liste Parti politique | Tête de liste          | Voix        | %           | Sièges |
| --------------------- | --- | ---------------------- | ----------- | ----------- | ------ |
|                       | Union de l'opposition RPR-UDF Rassemblement pour la République (UDF)                                                             | Jean Gougy             | 148 268     | 46,63       | 3      |
|                       | Pour une majorité de progrès avec le président de la République Parti socialiste                                                 | André Labarrère        | 118 220     | 37,18       | 3      |
|                       | Liste de Rassemblement national présentée par le Front national Front national                                                   | Alexis Arette-Hourquet | 24 344      | 7,66        | 0      |
|                       | Liste présentée par le Parti communiste français Parti communiste français                                                       | André Cazetien         | 19 679      | 6,19        | 0      |
|                       | Atxik ! - EMA Régionaliste (Ezkerreko Mugimendu Abertzalea)                                                                      | Arnaud Haritschelhar   | 5 386       | 1,69        | 0      |
|                       | Liste du Mouvement pour un parti des travailleurs Pyrénées-Atlantiques Extrême gauche (Mouvement pour un parti des travailleurs) | Miguel Eraso           | 2 059       | 0,65        | 0      |
|                       | |                        |             |             |        |
| Inscrits              | Inscrits | Inscrits               | 410 565     | 100,00      | 6      |
| Abstentions           | Abstentions | Abstentions            | 78 038      | 19,01       |        |
| Votants               | Votants | Votants                | 332 527     | 80,99       |        |
| Blancs et nuls        | Blancs et nuls | Blancs et nuls         | 14 571      | 4,38        |        |
| Exprimés              | Exprimés | Exprimés               | 317 956     | 95,62       |        |